# Larnod
Larnod is een gemeente in het Franse departement Doubs (regio Bourgogne-Franche-Comté) en telt 647 inwoners (1999). De plaats maakt deel uit van het arrondissement Besançon.

## Geografie
De oppervlakte van Larnod bedraagt 4,1 km², de bevolkingsdichtheid is 157,8 inwoners per km².

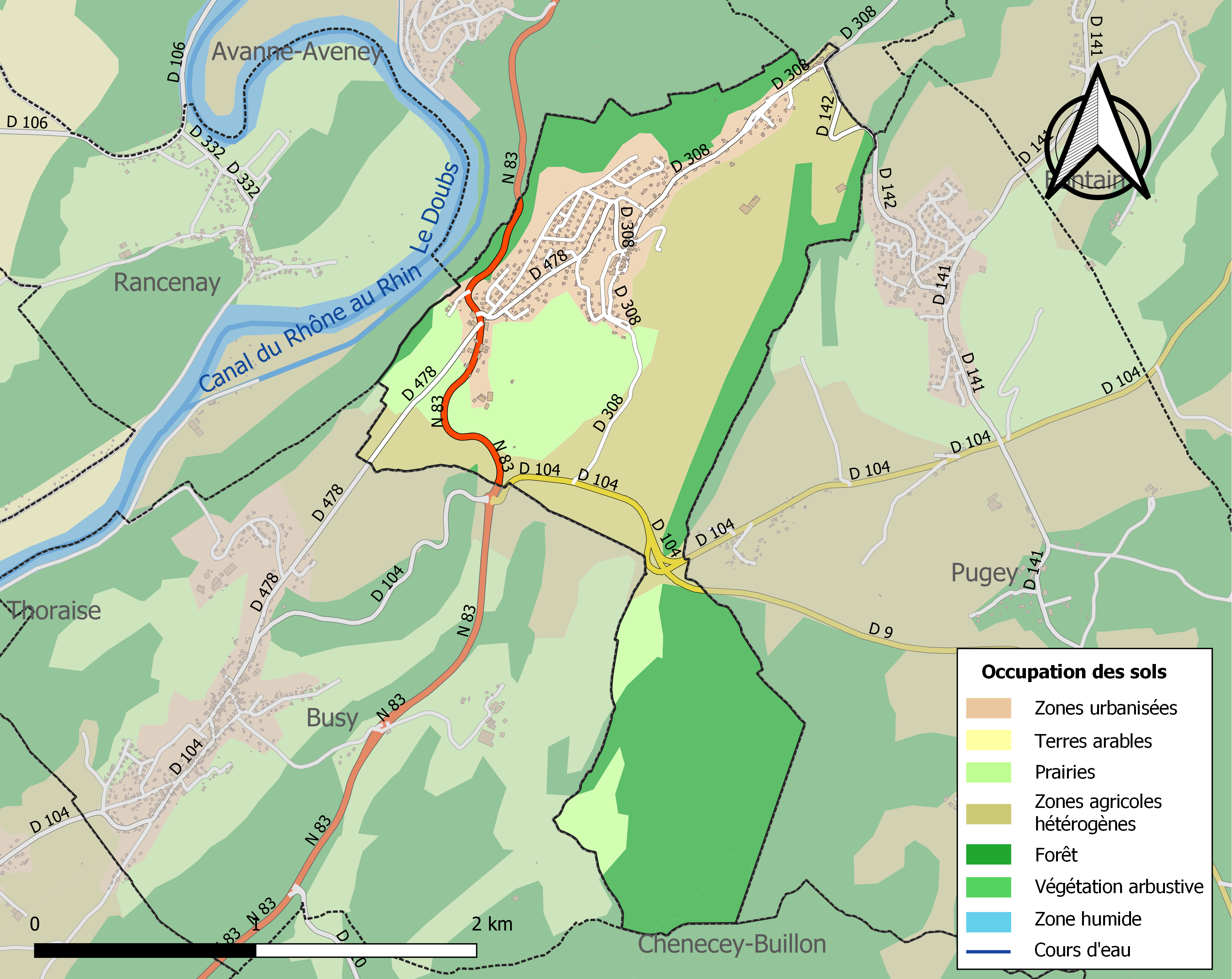
Kaart van de gemeente met de belangrijkste infrastructuur, bodemgebruik en omliggende gemeenten

## Demografie
Onderstaande figuur toont het verloop van het inwonertal (bron: INSEE-tellingen).